# Preloge (Semič, Slovenija)
Preloge je naselje u slovenskoj Općini Semiču. Preloge se nalazi u pokrajini Dolenjskoj i statističkoj regiji Donjoposavskoj regiji. 

## Stanovništvo
Prema popisu stanovništva iz 2002. godine naselje je imalo 4 stanovnika.